# Albazinos
Os albazinos (em russo:  албазинцы; chinês simplificado: 阿尔巴津人, chinês tradicional: 阿爾巴津人) são um dos poucos grupos de chineses de ascendência russa. Existem aproximadamente 250 albazinos na China que são descendentes de cerca de cinquenta cossacos russos de Albazino, no rio Amur, que foram reassentados pelo imperador Kangxi na periferia nordeste de Pequim em 1685. Albazino era um forte russo no rio Amur, fundado por Yerofey Khabarov em 1651. Foi invadida pelas tropas Qing em 1685. A maioria dos seus habitantes concordou em evacuar as suas famílias e propriedades para Nerchinsk, enquanto vários jovens cossacos resolveram juntar-se ao exército Manchu e mudar-se para Pequim.